# 내 인생의 황금기
《내 인생의 황금기》는 2008년 8월 30일부터 2009년 3월 8일까지 MBC에서 방송된 주말드라마이다.

## 줄거리
건실한 가정을 꾸리며 성실하게 살아온 이만세, 복미자 부부! 부모와 다른 세대 삶의 방식 가치관을 가진 이들의 1남 2녀의 황, 금, 기의 3남매! 가족은 롤러코스터라도 탄 듯 계속되는 사건 및 사고 등 격렬한 삶의 문제와 요동에 휩싸이는데...

## 등장 인물

### 주요 인물
- 문소리 : 이황 역
- 이종원 : 유태일 역
- 이소연 : 이금 역
- 진이한 : 이기 역
- 신성록 : 고경우 역

### 만세네
- 장용 : 이만세 역
- 김혜옥 : 복미자 역
- 김지영 : 황 조모 역
- 이정길 : 황의 할아버지 역
- 문희경 : 이만숙 역
- 강세정 : 진수경 역
- 이준하 : 유효은 역

### 태일네
- 박정수 : 김희경 역
- 김정하 : 태일이의 어머니 역
- 송민형 : 태일이의 아버지 역
- 임채무 : 유인식 역
- 이태임 : 유태영 역

### 경우네
- 양희경 : 유경자 역

### 그 외 인물
- 하주희 : 차정윤 역
- 이연두 : 조민선 역
- 김태훈 : 교장선생님 역
- 민준현 : 의사 역
- 송종호 : 한준호 역
- 이태곤 : 박동환 역
- 양동재
- 최원준
- 강철성
- 최범호
- 최종률
- 정영금
- 설지윤
- 박순천
- 이옥정
- 염재욱
- 오협
- 원종례

## 시청률
최저 시청률과 최고 시청률은 시청률 조사회사와 지역별로 시청률에 차이가 있을 수 있습니다.
| 2008년 | 2008년    | 2008년         | 2008년       | 2008년         | 2008년       |
| 회차   | 방송일    | TNmS 시청률    | TNmS 시청률  | AGB 시청률     | AGB 시청률   |
| 회차   | 방송일    | 대한민국(전국) | 서울(수도권) | 대한민국(전국) | 서울(수도권) |
| ------ | --------- | -------------- | ------------ | -------------- | ------------ |
| 제1회  | 8월 30일  | 4.8%           | 5.6%         | 5.3%           | 6.1%         |
| 제2회  | 8월 31일  | 4.8%           | 5.4%         | 7.1%           | 7.7%         |
| 제3회  | 9월 6일   | 5.4%           | 5.5%         | 6.7%           | 6.8%         |
| 제4회  | 9월 7일   | 5.8%           | 7.1%         | 7.3%           | 8.6%         |
| 제5회  | 9월 13일  | 5.8%           | 6.1%         | 5.8%           | 6.1%         |
| 제6회  | 9월 14일  | 4.0%           | 4.5%         | 5.6%           | 6.1%         |
| 제7회  | 9월 20일  | 6.1%           | 6.6%         | 7.0%           | 7.5%         |
| 제8회  | 9월 21일  | 6.9%           | 8.1%         | 8.4%           | 9.6%         |
| 제9회  | 9월 27일  | 5.2%           | 6.1%         | 6.0%           | 6.9%         |
| 제10회 | 9월 28일  | 5.8%           | 6.4%         | 6.2%           | 6.8%         |
| 제11회 | 10월 4일  | 8.9%           | 9.6%         | 10.1%          | 10.8%        |
| 제12회 | 10월 5일  | 10.8%          | 11.6%        | 11.6%          | 12.4%        |
| 제13회 | 10월 11일 | 14.0%          | 14.2%        | 14.6%          | 14.8%        |
| 제14회 | 10월 12일 | 12.6%          | 13.9%        | 13.6%          | 14.9%        |
| 제15회 | 10월 18일 | 11.3%          | 11.5%        | 11.5%          | 11.7%        |
| 제16회 | 10월 19일 | 12.0%          | 12.6%        | 11.8%          | 12.4%        |
| 제17회 | 10월 25일 | 12.6%          | 13.4%        | 12.0%          | 12.8%        |
| 제18회 | 10월 26일 | 11.0%          | 12.2%        | 13.4%          | 14.6%        |
| 제19회 | 11월 1일  | 9.5%           | 10.3%        | 13.0%          | 13.8%        |
| 제20회 | 11월 2일  | 12.4%          | 13.5%        | 13.3%          | 14.4%        |
| 제21회 | 11월 8일  | 12.1%          | 12.2%        | 12.7%          | 12.8%        |
| 제22회 | 11월 9일  | 12.3%          | 13.2%        | 12.3%          | 13.2%        |
| 제23회 | 11월 15일 | 11.6%          | 12.7%        | 12.9%          | 14.0%        |
| 제24회 | 11월 16일 | 13.5%          | 14.4%        | 14.4%          | 15.3%        |
| 제25회 | 11월 22일 | 12.1%          | 13.1%        | 12.1%          | 13.1%        |
| 제26회 | 11월 23일 | 13.0%          | 13.7%        | 13.8%          | 14.5%        |
| 제27회 | 11월 29일 | 13.1%          | 13.0%        | 12.5%          | 12.4%        |
| 제28회 | 11월 30일 | 13.2%          | 14.8%        | 15.3%          | 16.9%        |
| 제29회 | 12월 6일  | 12.7%          | 13.7%        | 13.5%          | 14.5%        |
| 제30회 | 12월 7일  | 14.9%          | 16.7%        | 15.7%          | 17.5%        |
| 제31회 | 12월 13일 | 9.9%           | 10.0%        | 9.9%           | 10.0%        |
| 제32회 | 12월 14일 | 13.7%          | 14.5%        | 12.4%          | 13.2%        |
| 제33회 | 12월 20일 | 13.3%          | 14.0%        | 12.7%          | 13.4%        |
| 제34회 | 12월 21일 | 13.0%          | 13.5%        | 14.6%          | 15.1%        |
| 제35회 | 12월 27일 | 11.5%          | 11.6%        | 14.3%          | 14.4%        |
| 제36회 | 12월 28일 | 14.7%          | 14.8%        | 14.3%          | 14.4%        |
| 2009년 |           |                |              |                |              |
| 제37회 | 1월 3일   | 11.8%          | 13.1%        | 12.6%          | 13.9%        |
| 제38회 | 1월 4일   | 13.9%          | 14.3%        | 14.7%          | 15.1%        |
| 제39회 | 1월 10일  | 12.8%          | 13.5%        | 12.4%          | 13.1%        |
| 제40회 | 1월 11일  | 15.0%          | 15.8%        | 16.4%          | 17.2%        |
| 제41회 | 1월 17일  | 11.8%          | 13.1%        | 12.9%          | 14.2%        |
| 제42회 | 1월 18일  | 13.9%          | 15.0%        | 13.6%          | 14.7%        |
| 제43회 | 1월 24일  | 11.8%          | 13.0%        | 12.4%          | 13.6%        |
| 제44회 | 1월 25일  | 10.8%          | 12.4%        | 11.2%          | 12.8%        |
| 제45회 | 1월 31일  | 13.0%          | 13.6%        | 11.8%          | 12.4%        |
| 제46회 | 2월 1일   | 14.6%          | 15.4%        | 14.3%          | 15.1%        |
| 제47회 | 2월 7일   | 12.5%          | 13.2%        | 12.9%          | 13.6%        |
| 제48회 | 2월 8일   | 14.4%          | 15.2%        | 13.3%          | 14.1%        |
| 제49회 | 2월 14일  | 11.0%          | 11.9%        | 12.4%          | 13.3%        |
| 제50회 | 2월 15일  | 12.0%          | 12.4%        | 12.8%          | 13.2%        |
| 제51회 | 2월 21일  | 11.0%          | 11.9%        | 10.9%          | 11.8%        |
| 제52회 | 2월 22일  | 11.9%          | 12.6%        | 12.5%          | 13.2%        |
| 제53회 | 2월 28일  | 10.9%          | 12.2%        | 11.8%          | 13.1%        |
| 제54회 | 3월 1일   | 12.3%          | 13.3%        | 12.3%          | 13.3%        |
| 제55회 | 3월 7일   | 10.0%          | 11.1%        | 10.9%          | 12.0%        |
| 제56회 | 3월 8일   | 7.5%           | 8.3%         | 7.9%           | 8.7%         |

## 연장
- 2009년 1월 30일 : 내 인생의 황금기 방영 분량이 50부작에서 6회 연장되어 56부작으로 변경.확정되었다.

## 경쟁 프로그램
- 행복합니다 (SBS)
- 유리의 성 (SBS)
- 엄마가 뿔났다 (KBS 2TV)
- 내 사랑 금지옥엽 (KBS 2TV)

## 참고 사항
- 당초 김현주가 이황 역으로 낙점됐으나 촬영 시기가 KBS 2TV 인순이는 예쁘다의 후반부[4]와 겹쳐 고사한 바 있었다.